# John Marc Rochaix
Vous pouvez aider à l'améliorer ou bien discuter des problèmes sur sa page de discussion.
- Il ne s’appuie pas, ou pas assez, sur des sources secondaires ou tertiaires. (Marqué depuis janvier 2017)
- Sa forme n’est pas encyclopédique et ressemble trop à un curriculum vitæ. Modifiez le texte pour aider à le transformer en article neutre. (Marqué depuis janvier 2017)

- Archive Wikiwix
- Bing
- Cairn
- DuckDuckGo
- E. Universalis
- Gallica
- Google
- G. Books
- G. News
- G. Scholar
- Persée
- Qwant
- (zh) Baidu
- (ru) Yandex
- (wd) trouver des œuvres sur Wikidata

John Marc Rochaix, né le 2 mars 1879 à Satigny et mort le 15 décembre 1955 à Mies, est une personnalité politique genevoise, membre du Parti radical-démocratique.

## Biographie
Fils de viticulteur, John Marc Rochaix suit des études d'agronomie à Lausanne, à l'école polytechnique fédérale de Zurich, puis à l'école nationale d'agriculture de Montpellier où il obtient un diplôme d'ingénieur agronome en 1902. La même année, il prend la direction de l'école d'agriculture de Porrentruy avant de devenir chef du service cantonal genevois de l'agriculture en 1905.
Parallèlement, il suit une carrière politique en étant élu au conseil d'État du canton de Genève de 1915 à 1918, puis à nouveau de 1924 à 1927, ainsi qu'au Conseil national de 1917 à 1943.